# Lligament groc
Els lligaments grocs (en llatí ligamenta flava, en singular: ligamentum flavum) són una sèrie de lligaments que connecten les parts ventrals de les làmines de cada parell de vèrtebres adjacents. Ajuden a preservar la postura erecta, evitant la hiperflexió i assegurant que la columna vertebral s'estiri després de la flexió. La hipertròfia pot causar estenosi vertebral.
Apareixen de color groguenc a causa del seu alt contingut en fibra elàstica.